# イアン・マートセン
イアン・マートセン（Ian Maatsen, 2002年3月10日 - ）は、オランダ・フラールディンゲン出身のプロサッカー選手。プレミアリーグ・アストン・ヴィラ所属。オランダ代表。ポジションはディフェンダー、ミッドフィールダー。
'ts'が二重子音として発音されるため、実際は「マーツェン」がより近い。

## 経歴

### クラブ
2009年にフェイエノールトの下部組織でキャリアをスタートさせたが、当時「身体が小さかった」という理由で上のカテゴリに昇格できずに退団。その後スパルタ・ロッテルダム、PSVを経て、2018年に渡英してチェルシーの下部組織に入団した。
2019年9月25日、EFLカップのグリムズビー・タウン戦でトップチームデビュー。
2020年10月13日、シーズン終了までの契約でEFLリーグ1のチャールトン・アスレティックにローン移籍。2021年4月2日のドンカスター・ローヴァーズ戦でプロ初ゴールを記録した。
2021年7月30日、2021-22シーズンはチャンピオンシップのコヴェントリー・シティにローン移籍。
2022年7月16日、バーンリーに1シーズンのローン移籍。バーンリーでも高いパフォーマンスを示し、2023年1月のEFLチャンピオンシップ月間最優秀選手に選出された。バーンリーのチャンピオンシップ優勝とプレミアリーグ初昇格に貢献し、このシーズンのチャンピオンシップベストイレヴンにも選出された。
2024年1月12日、チェルシーとの契約を延長した上で、ドイツのボルシア・ドルトムントにシーズン終了までのローン移籍。4月16日、UEFAチャンピオンズリーグ準々決勝のアトレティコ・マドリード戦で、同大会初ゴールを挙げた。チームは決勝でレアル・マドリードに敗れたが、自身は大会ベストイレヴンに選出された。
2024年6月28日、プレミアリーグのアストン・ヴィラに完全移籍。6年契約で、移籍金は3,750万ポンドと報じられている。

### 代表
2017年からオランダの世代別代表に選出され、2019年のUEFA U-17欧州選手権では決勝のイタリア戦でゴールを挙げるなど主力として活躍し、チームの優勝に貢献。同年のFIFA U-17ワールドカップでは4位となった。UEFA U-21欧州選手権では、2023年大会および2025年大会に主力として出場した。2024年6月、負傷したフレンキー・デ・ヨングに代わってUEFA EUROのメンバーに追加召集されたが、この大会での出場機会はなかった。2025年3月23日、UEFAネイションズリーグのスペイン戦でA代表初出場。この試合で初ゴールも記録した。

## エピソード
- 好きなアメリカ人ミュージシャンは？という質問には「リル・ベイビー」と答えている[21]。

## 個人成績

### クラブ
| 国内大会個人成績 | 国内大会個人成績 | 国内大会個人成績 | 国内大会個人成績   | 国内大会個人成績 | 国内大会個人成績 | 国内大会個人成績 | 国内大会個人成績 | 国内大会個人成績 | 国内大会個人成績 | 国内大会個人成績 | 国内大会個人成績 |
| 年度             | クラブ           | 背番号           | リーグ             | リーグ戦         | リーグ戦         | リーグ杯         | リーグ杯         | オープン杯       | オープン杯       | 期間通算         | 期間通算         |
| 年度             | クラブ           | 背番号           | リーグ             | 出場             | 得点             | 出場             | 得点             | 出場             | 得点             | 出場             | 得点             |
| イングランド     | イングランド     | イングランド     | イングランド       | リーグ戦         | リーグ戦         | FLカップ         | FLカップ         | FAカップ         | FAカップ         | 期間通算         | 期間通算         |
| ---------------- | ---------------- | ---------------- | ------------------ | ---------------- | ---------------- | ---------------- | ---------------- | ---------------- | ---------------- | ---------------- | ---------------- |
| 2019-20          | チェルシー       | 63               | プレミアリーグ     | 0                | 0                | 1                | 0                | 0                | 0                | 1                | 0                |
| 2020-21          | チャールトン     | 22               | リーグ1            | 34               | 1                | -                | -                | 1                | 0                | 35               | 1                |
| 2021-22          | コヴェントリー   | 18               | チャンピオンシップ | 40               | 3                | 1                | 0                | 1                | 0                | 42               | 3                |
| 2022-23          | バーンリー       | 29               | チャンピオンシップ | 39               | 4                | 1                | 0                | 2                | 0                | 42               | 4                |
| 2023-24          | チェルシー       | 29               | プレミアリーグ     | 12               | 0                | 3                | 0                | 0                | 0                | 15               | 0                |
| ドイツ           | ドイツ           | ドイツ           | ドイツ             | リーグ戦         | リーグ戦         | リーグ杯         | リーグ杯         | DFBポカール      | DFBポカール      | 期間通算         | 期間通算         |
| 2023-24          | ドルトムント     | 22               | ブンデスリーガ     | 16               | 2                | -                | -                | -                | -                | 16               | 2                |
| イングランド     | イングランド     | イングランド     | イングランド       | リーグ戦         | リーグ戦         | FLカップ         | FLカップ         | FAカップ         | FAカップ         | 期間通算         | 期間通算         |
| 2024-25          | アストン・ヴィラ | 22               | プレミアリーグ     | 29               | 1                | 2                | 0                | 4                | 0                | 35               | 1                |
| 通算             | イングランド     | イングランド     | プレミアリーグ     | 41               | 1                | 6                | 0                | 4                | 0                | 51               | 1                |
| 通算             | イングランド     | イングランド     | チャンピオンシップ | 79               | 7                | 2                | 0                | 3                | 0                | 84               | 7                |
| 通算             | イングランド     | イングランド     | リーグ1            | 34               | 1                | 0                | 0                | 1                | 0                | 35               | 1                |
| 通算             | ドイツ           | ドイツ           | ブンデスリーガ     | 16               | 2                | -                | -                | 0                | 0                | 16               | 2                |
| 総通算           | 総通算           | 総通算           | 総通算             | 170              | 11               | 8                | 0                | 8                | 0                | 186              | 11               |

### 代表
| オランダ代表 | 国際Aマッチ | 国際Aマッチ |
| 年           | 出場        | 得点        |
| ------------ | ----------- | ----------- |
| 2025         | 1           | 0           |
| 通算         | 1           | 0           |

#### ゴール
| #  | 年月日        | 開催地                                      | 対戦国   | 勝敗 | 試合概要                               |
| -- | ------------- | ------------------------------------------- | -------- | ---- | -------------------------------------- |
| 1. | 2025年3月23日 | エスタディオ・デ・メスタージャ（ スペイン） | スペイン | △3-3 | UEFAネーションズリーグ2024-25・リーグA |

## タイトル

### クラブ
バーンリー
- EFLチャンピオンシップ（2022-23）

### 代表
U-17オランダ代表
- UEFA U-17欧州選手権（2019）[15]

### 個人
- EFLチャンピオンシップ月間最優秀選手（英語版）（2023年1月）[7]
- ELFチャンピオンシップ シーズンベストイレヴン（2022-23）[8]
- UEFAチャンピオンズリーグ シーズンベストイレヴン（2023-24）[12]